# Genyodectes
Genre
Espèce
Genyodectes est un genre de dinosaure théropode cératosaurien du Crétacé inférieur (Aptien) de l'Amérique du Sud.
L'holotype (MLP 26-39, Museo de La Plata, La Plata, Argentine) a été recueilli à la Cañadón Grande, Departamento Paso de Indios dans la province de Chubut en Argentine et est composé d'un museau incomplet. Le prémaxillaire de Genyodectes (Genys = "mâchoire" et dektes = "mordeur") possède de relativement grandes dents, d’où son nom.

## Taxonomie et la phylogénie
Le taxon a longtemps été considéré comme un nomen dubium, en raison de son caractère fragmentaire et de certains doutes quant à ses origines géographiques et stratigraphiques précises. Cependant, une nouvelle description des échantillons fossiles par Rauhut en 2004 a mis un peu de lumière sur ces questions et semble établir la validité taxonomique de Genyodectes serus, la seule espèce du genre. Sir Arthur S. Woodward décrit Genyodectes en 1901, et, après Loncosaurus (Ameghino, 1899 nomen dubium), c'est le deuxième dinosaure non avien décrit du continent sud-américain, et il est resté le théropode le mieux connu en Amérique du Sud jusqu'aux années 1970. Au cours des années 2000, l'holotype a été diversement classé comme un mégalosauridé, un tyrannosauridé, un théropode incertae sedis, et un probable abélisauridé (peut-être même un synonyme senior d'Abelisaurus). Cependant, la séparation récente de l'holotype de la « matrice artificielle » dans lequel il avait été longtemps exposé a permis une réévaluation de l'échantillon. Rauhut a conclu que le spécimen ne possède pas de synapomorphies importantes avec les abélisauridés et tyrannosauridés, mais a trouvé de nombreux traits des néoceratosauriens. Il semblerait que Genyodectes était plus proche de Ceratosaurus que des abélisauriens présentant les caractères les plus dérivées (qui descendaient aussi d'animaux comme Ceratosaurus). En outre, en étudiant des documents historiques et la préservation des os, Rauhut a conclu que le spécimen a été recueilli probablement dans le Membre Cerro Castaño de la Formation Barcino Cerro (Aptien-Albien).